# Sint-Jacobikerk (Hamburg)

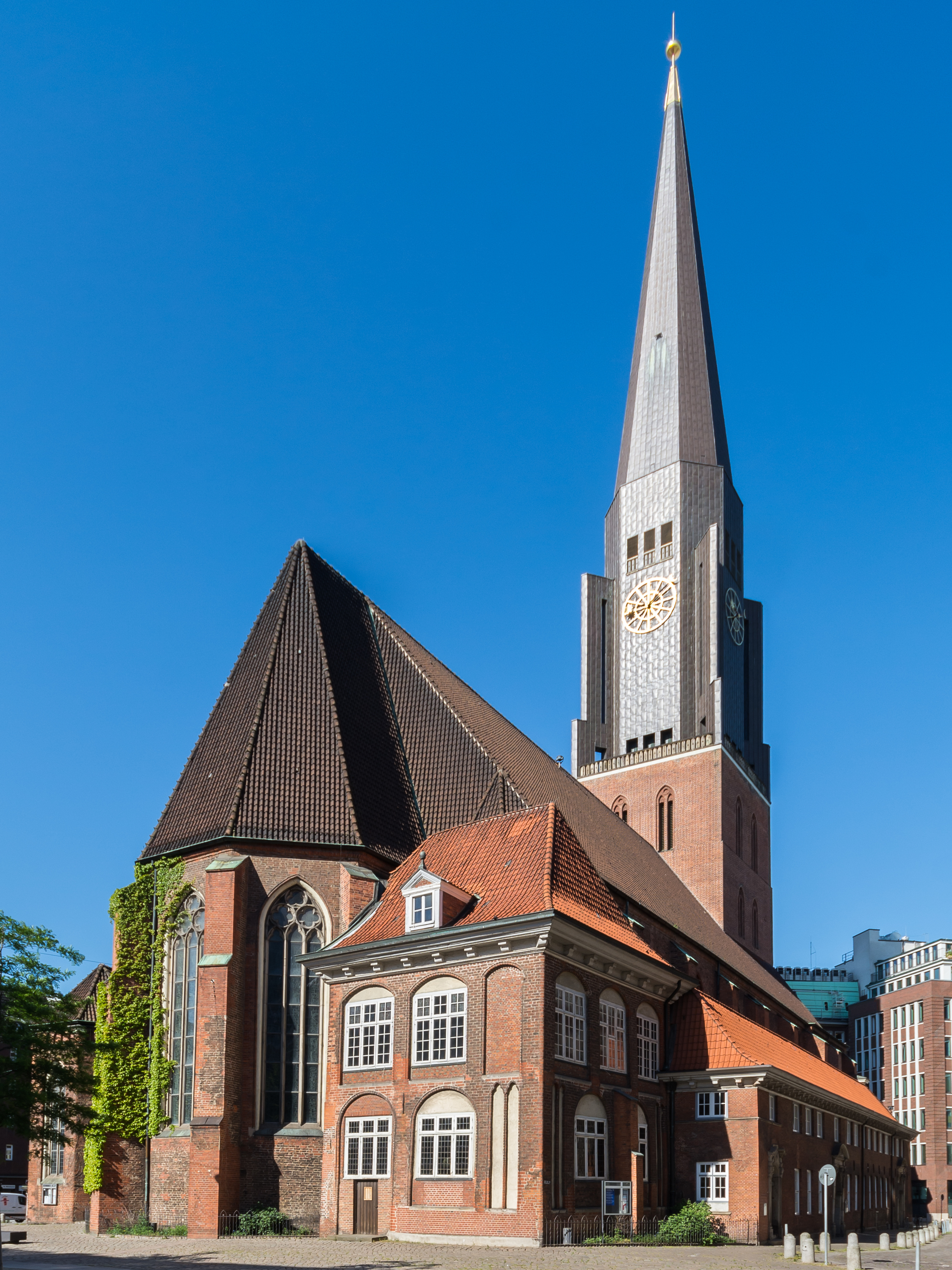
De Sint-Jacobikerk

De St.-Jacobikerk is een van de vijf lutherse hoofdkerken in het historische hart van Hamburg, de Altstadt. De kerk is beroemd omwille van het Arp Schnitgerorgel (1689–1693) en het 16de-eeuwse altaar.
De eerste vermelding van een kapel op deze plek was in 1255. De kapel was bedoeld voor reizigers en met name voor bedevaartgangers op weg naar Santiago de Compostela, naar het graf van Jakobus de Meerdere. Aan hem werd de naam van de kapel ontleend.
Tussen 1350 en 1400 werd de kapel vervangen door een gotische kerk , opgetrokken uibakstenen. De eerste torenspits werd pas rond 1580 gebouwd voor de massieve toren zonder top. Het gewicht van de toren werd echter een probleem in de loop van de volgende eeuwen waren herhaaldelijk dure reparaties nodig. In 1769 werd onder meer de eerste bliksemafleider in Duitsland geïnstalleerd. Uiteindelijk moest in 1810 de torenspits worden verwijderd, maar het duurde tot 1826/1827 voordat er genoeg geld was voor een nieuwe torenspits. Deze was dun en puntig, waardoor de Hamburgers hem al gauw 'het potlood' noemden.
Op 18 juni 1944, tijdens de Tweede Wereldoorlog vloog de toren in brand als gevolg van een bombardement. De toren stortte neer op het schip en de St. Jacobi werd volledig verwoest. De historische interieurdecoraties en de kostbare pijpen van het Arp Schnitger-orgel bleven bewaard omdat ze eerder op een veilige plek waren opgeborgen. In 1963 werd de St. Jacobi herbouwd naar het voorbeeld van zijn middeleeuwse voorganger, met een moderne torenspits van 124,5 meter hoog. In 2001/2002 werd de toren gerenoveerd.

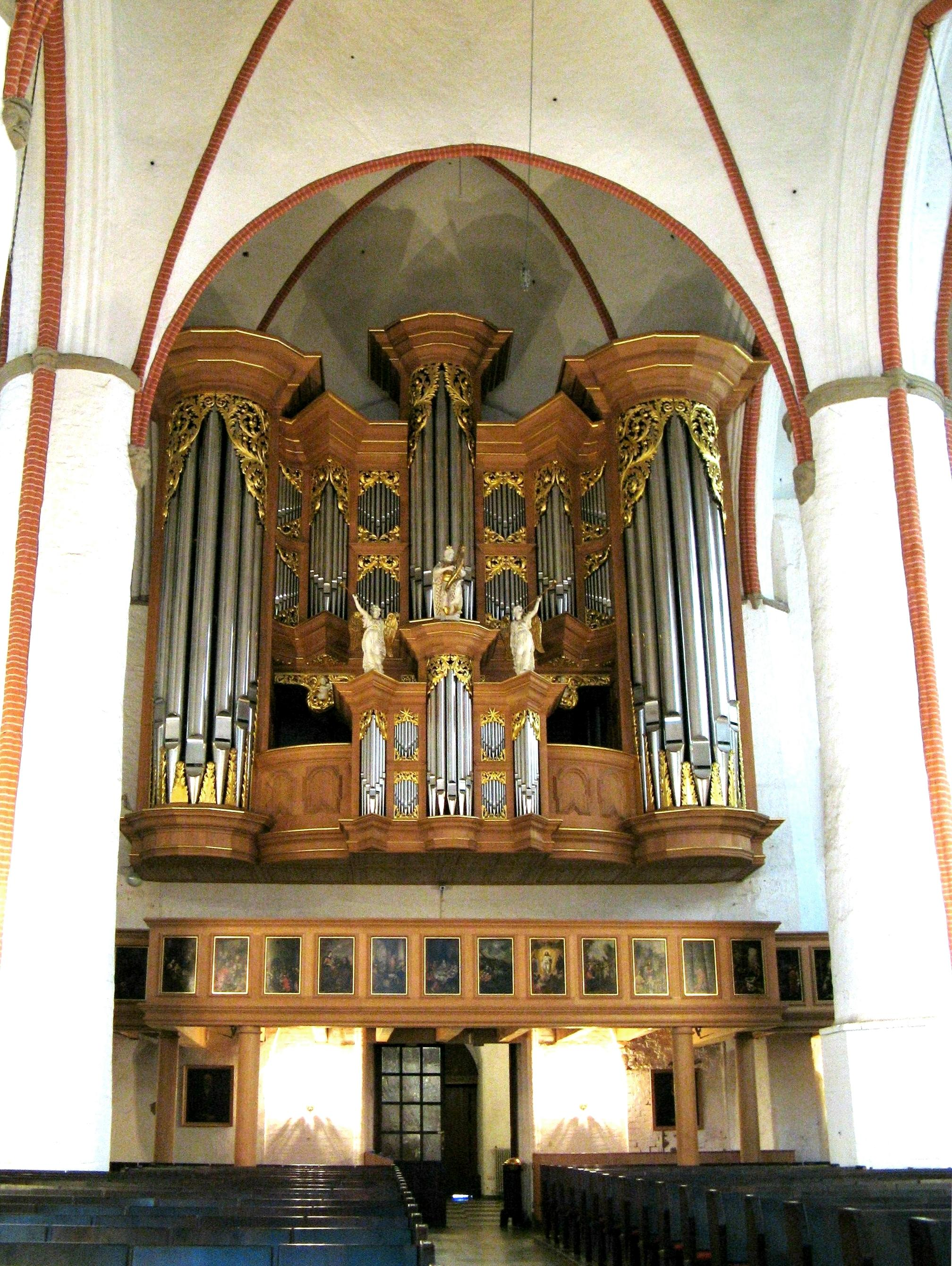
Orgel van Arp Schnitger in de St-Jacobikerk